# Korean FA Cup 2015
Der Korean FA Cup 2015 war die 20. Austragung des Fußball-Pokalwettbewerbs für südkoreanische Vereinsmannschaften. In dieser Saison nahmen insgesamt 79 Teams teil. Titelverteidiger Seongnam FC war im Viertelfinale gegen Ulsan Hyundai ausgeschieden.
Das Pokalturnier begann am 28. März 2015 mit der ersten Qualifikationsrunde und wurde am 31. Oktober 2015 mit dem Finale im Seoul-World-Cup-Stadion beendet. Dort gewann der FC Seoul mit einem 3:1-Sieg gegen Incheon United seinen zweiten Pokaltitel. Er qualifizierte sich damit für die Gruppenphase zur AFC Champions League 2016.

## Teilnehmende Mannschaften
| Gwangju |

| Incheon |

| Seogwipo |

| Jeonju (2 Vereine) |

| Gwangyang |

| Pohang |

| Sangju |

| Seongnam |

| Seoul (4 Vereine) |

| Suwon (2 Vereine) |

| Ulsan (2 Vereine) |

| Ansan |

| Bucheon |

| Busan (2 Vereine) |

| Chungju |

| Daejeon (2 Vereine) |

| Anyang |

| Daegu |

| Gangneung (2 Vereine) |

| Goyang |

| Changwon (2 Vereine) |

| Cheonan |

| Gimhae |

| Gyeongju (2 Vereine) |

| Mokpo |

| Yongin |

| Cheongju |

| Chuncheon |

| Gimpo |

| Hwaseong |

| Icheon |

| Paju |

| Pyeongchang |

| Pocheon |

| Yangju |

| Yeonggwang |

| Uijeongbu |

Folgende Mannschaften haben sich sportlich qualifiziert:
| K League Classic die 12 Vereine der K League Classic 2015 | K League Challenge die 11 Vereine der K League Challenge 2015 | Korea National League die 10 Vereine der Korea National League 2015 | K3 League die 18 Vereine der K3 League 2015 | U-League die 20 Universitätsmannschaften der U-League 2015 | Eingeladen auf Empfehlung der Landesverbände 8 Vereine |
| - Daejeon Citizen (II) - Gwangju FC (II) - Incheon United - Jeju United - Jeonbuk Hyundai Motors - Jeonnam Dragons - Pohang Steelers - Seongnam FC - FC Seoul - Suwon Samsung Bluewings - Suwon FC - Ulsan Hyundai | - Ansan Police FC - FC Anyang - Bucheon FC 1995 - Busan IPark - Chungju Hummel FC - Daegu FC - Gangwon FC - Goyang Zaicro FC - Gyeongnam FC (I) - Sangju Sangmu FC (I) - Seoul E-Land FC | - Busan TC FC - Changwon City FC - Cheonan City FC - Daejeon Korail FC - Gangneung City FC - Gimhae City FC - Gyeongju KHNP FC - Mokpo City FC - Ulsan Hyundai Mipo Dolphin FC - Yongin City FC | - Cheonan FC - Cheongju FC - Chuncheon FC - Gimpo Citizen FC - Goyang Citizen FC - Gyeongju Citizen FC - Hwaseong FC - Icheon Citizen FC - Jeonju FC - Jungnang Chorus Mustang FC - Paju Citizen FC - Pyeongchang FC - FC Pocheon - Seoul United FC - Seoul Martyrs FC - Yangju Citizen FC - Yeonggwang FC - FC Uijeongbu | - Incheon-Universität - Gwangju-Universität - Useok-Universität - Katholische-Kwandong-Universität - Danguk-Universität - Sangji-Universität - Hanyang-Universität - Hannam University - Dong-Eui University - Inje-Universität - Seonmun-Universität - Universität Soongsil - Universität Ulsan - Kwangwoon University - Hongik-Universität - Sungkyunkwan-Universität - Yeongnam-Universität - Korea-Universität - Kyung-Hee-Universität - Jungang-Universität | - Mokpo Christian Hospital - LG Electronics G3 - Sinan Sold Korea - Samsung Electronics - SK Hynix - Cheongju SMC Engineering FC - Nexen Tire - Denso Korea |

## 1. Hauptrunde
Die Spiele der 1. Hauptrunde fanden zwischen dem 28. und 29. März 2015 statt. In der Klammer ist die jeweilige Ligaebene angegeben, in der der Verein in der Saison 2015 spielt. Ein „U“ steht für eine Universitätsmannschaft aus der U-League.
|                         | Ergebnis              |                                 |
| ----------------------- | --------------------- | ------------------------------- |
| Goyang Citizen FC (IV)  | 2:0                   | Mokpo Christian Hospital (A)    |
| Gimpo Citizen FC (IV)   | 3:1                   | LG Electronics G3 (A)           |
| Incheon-Universität (U) | 1:0                   | Sinan Sold Korea (A)            |
| Dong-Eui University (U) | 1:0                   | Samsung Electronics (A)         |
| SK Hynix (A)            | 4:3                   | Seoul Martyrs FC (IV)           |
| Cheonan FC (IV)         | 1:2                   | Cheongju SMC Engineering FC (A) |
| Nexen Tire (A)          | 1:1 n. V. (5:3 i. E.) | Gwangju-Universität (U)         |
| Useok-Universität (U)   | 1:0                   | Denso Korea (A)                 |

## 2. Hauptrunde
Die Spiele der 2. Hauptrunde fanden am 4. April 2015 statt. In der Klammer ist die jeweilige Ligaebene angegeben, in der der Verein in der Saison 2015 spielt. Ein „U“ steht für eine Universitätsmannschaft aus der U-League.
|                                      | Ergebnis              |                                 |
| ------------------------------------ | --------------------- | ------------------------------- |
| Katholische-Kwandong-Universität (U) | 1:2                   | Nexen Tire (A)                  |
| Paju Citizen FC (IV)                 | 1:2                   | Danguk-Universität (U)          |
| Sangji-Universität (U)               | 3:0                   | Seoul United FC (IV)            |
| FC Pocheon (IV)                      | 2:3                   | Hanyang-Universität (U)         |
| Hannam University (U)                | 1:0                   | Cheongju SMC Engineering FC (A) |
| Gimpo Citizen FC (IV)                | 2:1                   | Chuncheon FC (IV)               |
| Jeonju FC (IV)                       | 1:0                   | Dong-Eui University (U)         |
| Inje-Universität (U)                 | 2:2 n. V. (4:5 i. E.) | Seonmun-Universität (U)         |
| Universität Soongsil (U)             | 1:0                   | Universität Ulsan (U)           |
| Goyang Citizen FC (IV)               | 0:4                   | Useok-Universität (U)           |
| Incheon-Universität (U)              | 3:1                   | Kwangwoon University (U)        |
| FC Uijeongbu (IV)                    | 1:4                   | Hongik-Universität (U)          |
| Sungkyunkwan-Universität (U)         | 0:1                   | Yeongnam-Universität (U)        |
| Hwaseong FC (IV)                     | 3:0                   | Yangju Citizen FC (IV)          |
| Korea-Universität (U)                | 6:1                   | Yeonggwang FC (IV)              |
| Icheon Citizen FC (IV)               | 1:0                   | Pyeongchang FC (IV)             |
| Kyung-Hee-Universität (U)            | 2:2 n. V. (4:3 i. E.) | Jungang-Universität (U)         |
| Jungnang Chorus Mustang FC (IV)      | 6:0                   | SK Hynix (A)                    |
| Cheongju FC (IV)                     | 1:0                   | Gyeongju Citizen FC (IV)        |

## 3. Hauptrunde
Die Spiele der 3. Hauptrunde fanden zwischen dem 11. und 12. April 2015 statt. In der Klammer ist die jeweilige Ligaebene angegeben, in der der Verein in der Saison 2015 spielt. Ein „U“ steht für eine Universitätsmannschaft aus der U-League.
|                                 | Ergebnis              |                                     |
| ------------------------------- | --------------------- | ----------------------------------- |
| Jungnang Chorus Mustang FC (IV) | 0:0 n. V. (3:5 i. E.) | Korea-Universität (U)               |
| Ansan Police FC (II)            | 2:0                   | Universität Soongsil (U)            |
| Yongin City FC (III)            | 5:0                   | Nexen Tire (A)                      |
| Cheonan City FC (III)           | 1:1 n. V. (5:4 i. E.) | Icheon Citizen FC (IV)              |
| Suwon City FC (II)              | 1:2                   | Ulsan Hyundai Mipo Dolphin FC (III) |
| Daegu FC (I)                    | 3:0                   | Cheongju FC (IV)                    |
| Sangji-Universität (U)          | 1:1 n. V. (5:3 i. E.) | Danguk-Universität (U)              |
| Gangwon FC (II)                 | 2:1                   | Gyeongnam FC (II)                   |
| Daejeon Korail FC (III)         | 3:0                   | Hannam University (U)               |
| FC Anyang (II)                  | 2:0                   | Useok-Universität (U)               |
| Gangneung City FC (II)          | 1:2                   | Yeongnam-Universität (U)            |
| Chungju Hummel FC (II)          | 2:0                   | Kyung-Hee-Universität (U)           |
| Goyang Hi FC (II)               | 3:2                   | Incheon-Universität (U)             |
| Seoul E-Land FC (II)            | 2:0                   | Seonmun-Universität (U)             |
| Busan TC FC (III)               | 2:2 n. V. (7:6 i. E.) | Hanyang-Universität (U)             |
| Bucheon FC 1995 (II)            | 1:0                   | Gimhae City FC (III)                |
| Gimpo Citizen FC (III)          | 2:2 n. V. (3:2 i. E.) | Hongik-Universität (U)              |
| Changwon City FC (III)          | 2:0                   | Jeonju FC (IV)                      |
| Sangju Sangmu FC (II)           | 0:1                   | Gyeongju KHNP FC (III)              |
| Hwaseong FC (IV)                | 2:1                   | Mokpo City FC (III)                 |

## 4. Hauptrunde
Die Spielpaarungen wurden am 16. April 2015 ausgelost. Die Spiele der 4. Hauptrunde fanden am 29. April sowie am 12. und 13. Mai 2015 statt. In der Klammer ist die jeweilige Ligaebene angegeben, in der der Verein in der Saison 2015 spielt. Ein „U“ steht für eine Universitätsmannschaft aus der U-League.
|                             | Ergebnis              |                            |
| --------------------------- | --------------------- | -------------------------- |
| FC Seoul (I)                | 3:0                   | Gyeongju KHNP FC (III)     |
| Sangji University (U)       | 1:2                   | Yeungnam University (U)    |
| Incheon United (I)          | 2:0                   | Bucheon FC 1995 (II)       |
| Daegu FC (II)               | 1:3                   | Pohang Steelers (I)        |
| Ulsan Hyundai (I)           | 1:1 n. V. (6:5 i. E.) | Seoul E-Land FC (II)       |
| Busan IPark (I)             | 2:3                   | Gangwon FC (II)            |
| Daejeon Korail FC (III)     | 1:0                   | Yongin City FC (III)       |
| Goyang Hi FC (II)           | 0:1 n. V.             | Jeonbuk Hyundai Motors (I) |
| Ansan Police FC (II)        | 1:1 n. V. (3:4 i. E.) | Chungju Hummel FC (II)     |
| Daejeon Citizen (I)         | 1:0                   | Gwangju FC (I)             |
| Cheonan City FC (III)       | 4:1                   | Korea University (U)       |
| Busan TC FC (III)           | 0:1 n. V.             | Seongnam FC (I)            |
| Jeju United (I)             | 4:1                   | FC Anyang (II)             |
| Hwaseong FC (IV)            | 2:1                   | Changwon City FC (III)     |
| Ulsan Hyundai Dolphin (III) | 2:0                   | Gimpo Citizen FC (IV)      |
| Suwon Samsung Bluewings (I) | 3:3 n. V. (3:4 i. E.) | Jeonnam Dragons (I)        |

## Achtelfinale
Die Spielpaarungen wurden am 28. Mai 2015 ausgelost. Die Spiele fanden am 24. Juni 2015 statt. In der Klammer ist die jeweilige Ligaebene angegeben, in der der Verein in der Saison 2015 spielt. Ein „U“ steht für eine Universitätsmannschaft aus der U-League.
|                         | Ergebnis  |                             |
| ----------------------- | --------- | --------------------------- |
| Daejeon Korail FC (III) | 1:2       | Jeju United (I)             |
| Seongnam FC (I)         | 2:1 n. V. | Yeungnam University (U)     |
| Chungju Hummel FC (II)  | 1:4       | Jeonnam Dragons (I)         |
| Cheonan City FC (III)   | 0:1       | Incheon United (I)          |
| Gangwon FC (II)         | 0:1       | Ulsan Hyundai Dolphin (III) |
| Hwaseong FC (IV)        | 1:2       | FC Seoul (I)                |
| Pohang Steelers (I)     | 2:1       | Jeonbuk Hyundai Motors (I)  |
| Ulsan Hyundai (I)       | 3:2 n. V. | Daejeon Citizen (I)         |

## Viertelfinale
Die Spielpaarungen wurden am 28. Mai 2015 ausgelost. Die Spiele fanden am 22. Juli 2015 statt. In der Klammer ist die jeweilige Ligaebene angegeben, in der der Verein in der Saison 2015 spielt.
|                     | Ergebnis  |                             |
| ------------------- | --------- | --------------------------- |
| Jeonnam Dragons (I) | 1:0       | Ulsan Hyundai Dolphin (III) |
| Seongnam FC (I)     | 1:2 n. V. | Ulsan Hyundai (I)           |
| FC Seoul (I)        | 2:1       | Pohang Steelers (I)         |
| Jeju United (I)     | 0:2 n. V. | Incheon United (I)          |

## Halbfinale
Die Spielpaarungen wurden am 24. September 2015 ausgelost. Die Spiele fanden am 14. Oktober 2015 statt. In der Klammer ist die jeweilige Ligaebene angegeben, in der der Verein in der Saison 2015 spielt.
|                    | Ergebnis  |                     |
| ------------------ | --------- | ------------------- |
| Incheon United (I) | 2:0 n. V. | Jeonnam Dragons (I) |
| Ulsan Hyundai (I)  | 1:2       | FC Seoul (I)        |

## Finale
| FC Seoul                                            | FC Seoul | Incheon United | Incheon United |
| --------------------------------------------------- | --- | --- | -------------- |
| FC Seoul                                            | \| 31. Oktober 2015 in Seoul (Seoul-World-Cup-Stadion) \| \| Ergebnis: 3:1 (1:0) \| \| Schiedsrichter: Ko Hyung-jin ( Südkorea) \|                                                                     | \| 31. Oktober 2015 in Seoul (Seoul-World-Cup-Stadion) \| \| Ergebnis: 3:1 (1:0) \| \| Schiedsrichter: Ko Hyung-jin ( Südkorea) \| | Incheon United |
| FC Seoul                                            | Yu Sang-hun – Cha Du-ri, Osmar Barba, Kim Dong-woo, Lee Woong-hee – Yōjirō Takahagi, Mauricio Molina, Yun Il-lok (67. Kim Hyun-sung), Park Yong-woo – Adriano, Ko Kwang-min Cheftrainer: Choi Yong-soo | Yoo Hyun – Lee Yun-pyo, Matej Jonjić, Kwon Wan-kyu, Park Dae-han – Kim In-sung (52. Jin Sung-wook), Park Se-jik (61. Lee Hyo-kyun), Kim Do-hyuk (52. Yong Jae-hyun), Yun Sang-ho – Kevin Oris, Kim Dae-kyung Cheftrainer: Kim Do-hoon | Incheon United |
| FC Seoul                                            | 1:0 Takahagi (33.) 2:1 Adriano (88.) 3:1 Molina (90.+1) | 1:1 Lee Hyo-kyun | Incheon United |
| FC Seoul                                            | Park Yong-woo (9.), Molina (90.), Adriano (90.) | Kim In-sung (34.), Yong Jae-hyun (77.) | Incheon United |
| 31. Oktober 2015 in Seoul (Seoul-World-Cup-Stadion) | | |                |
| Ergebnis: 3:1 (1:0)                                 | | |                |
| Schiedsrichter: Ko Hyung-jin ( Südkorea)            | | |                |